# マザー・ネイチャーズ・サン
「マザー・ネイチャーズ・サン」（Mother Nature's Son）は、ビートルズの楽曲である。1968年に発売されたオリジナル・アルバム『ザ・ビートルズ』に収録された楽曲。レノン＝マッカートニー名義となっているが、実質的にはポール・マッカートニーによって書かれた。歌詞は、マッカートニーがマハリシ・マヘーシュ・ヨーギーの講義に触発されて書いたもの。演奏はマッカートニーと外部ミュージシャンのみで、他のメンバーは参加していないが、ジョン・レノンについては、マッカートニーがインドで本作の作詞をしている際にいくらかのアドバイスをしたことが後に明かされている。
使用されたアコースティック・ギターは、マーティン D-28、通称ドレッドノート・タイプの右利き用で、「ブラックバード」でも使用されている。「イエスタデイ」や「ブラックバード」と同様にツーフィンガー奏法である。

## 背景・曲の構成
1968年2月から4月にかけて、ビートルズのメンバーはインドのリシケーシュを訪れ、マハリシ・マヘーシュ・ヨーギーのもとで瞑想修行を行っていた。この時期のメンバーは、マハリシの講話会に出席することが日課のひとつとなっていた。マハリシの講話会の中には、人と自然の調和に関するものがあり、レノンとマッカートニーはこの講話に触発されて曲を書いた。この時にマッカートニーが書いたのが本作で、レノンが書いたのが「チャイルド・オブ・ネイチャー」だった
「春の歌・リシケーシュ1968」と題されたマッカートニーのノートには、2つのヴァースが記されており、そのうち最後のヴァース（「Find me in my field of grass〜」）はインドから帰国後に書いたもの。楽曲についてマッカートニーは、「リヴァプールの父親の家で書いたことを覚えている。家族を訪ねていると、いい気分になってくるから、曲を書く良い機会になることが多い。だから僕はこの曲で、母なる大地の子（マザー・ネイチャーズ・サン）になりきっていたんだ。ナット・キング・コールの『Nature Boy』が好きでね。そこからヒントを得たんだ」「シャクナゲの茂みが何百万もあったダム・ウッズを覚えているよ。あれ以来、シャクナゲの茂みをあんなにたくさん見たことはないよ。僕の田舎好きはここに由来している。この曲で書きたかったのもここのことだし。あれは基本的に僕の自然の子供志向を、心から表現した曲さ」と語っている。
Dのキーで書かれた楽曲で、Dコードのポジションを主軸としている。リフレインには歌詞がなく、その代わりにマッカートニーは楽器の音色を彷彿させるボーカル・パフォーマンスを披露している。

## レコ―ディング
本格的なレコーディングの前に、1968年5月にイーシャーにあるジョージ・ハリスンの自宅で、デモ音源が録音された。この時の音源は、2018年に発売された『ザ・ビートルズ (ホワイト・アルバム) 〈スーパー・デラックス・エディション〉』のCD3に収録された。なお、同日にデモ音源が録音された楽曲のうち、本作と「ブラックバード」はこのデモ音源を忠実に再現した楽曲となっている。
1968年6月11日の「ブラックバード」のリハーサル時に、マッカートニーはレノンやジョージ・マーティンと共にアレンジのアイデアを話し合い、そこでレノンは「とても良い感じのブラス・バンド」と提案し、マッカートニーも本作に対して4人編成のブラス・バンドを入れることを提案した。
1968年8月9日に本作のレコーディングが開始された。この日はマッカートニーがアコースティック・ギターを弾きながら歌うライブ演奏の録音作業が行われ、4トラック・レコーダーのトラック1にギター、トラック4にマッカートニーのボーカルが録音された。この日に録音されたテイクのうち、テイク2が1996年に発売された『ザ・ビートルズ・アンソロジー3』に収録された。なお、テイク3では「All day long I'm sitting singing song for everyone（一日中僕はみんなのために座って歌っている）」のフレーズのあとに「そしてこいつがそのひとりだ！」と歌い、テイク15ではジャズを彷彿させる歌唱法が用いられた。このうち、テイク15が『ザ・ビートルズ (ホワイト・アルバム) 〈スーパー・デラックス・エディション〉』のCD6に収録された。この日は25テイク録音されたが、マッカートニーは最後の2テイクのどちらが好みか決めかねていたという記録が残っている。
8月20日にベストとされたテイク24のトラック2と3に外部のミュージシャンによる管楽器の演奏が録音された。その後、別のテープにコピーしてテイク26を作成し、ブラスを収録した2つのトラックがトラック3にまとめられた。そこに部分的にダブルトラックになったボーカルや、曲のエンディングに追加されたギターの対位旋律、スタジオ内にあった本を叩く音が加えられた。曲の後半部分にスタジオの外の階段吹き抜けで録音されたバスドラムの音が加えられた。バスドラムはマイクを2階上に立てて録音され、コンクリートの壁に反響することで残響音が加えられた。
レコーディング終了後、マッカートニーは「ワイルド・ハニー・パイ」と「デモ」と題された楽曲のレコーディングを行なった。後者は未発表曲「エトセトラ」とされているが、マッカートニーが録音したテープを持ち帰ったことから、現在も未発表のままとなっている。また、レコーディング・エンジニアのケン・スコットは、「レコーディングが終わった後、リンゴとポールが1人でレコーディングすることを嫌っていたジョンがスタジオに入ってきたんだけど、その瞬間その場の空気が凍り付いた」と語っている。

## 評価
2018年に『インデペンデント』誌のジェイコブ・ストルワーシーは、アルバム『ザ・ビートルズ』収録曲を対象としたランキングで本作を15位に挙げ、「マッカートニーのボーカルの中にある苦悩だけで、アルバムで最も感情的な曲の1つになっている」と評している。

## クレジット
※特記がない限り、出典は『ザ・ビートルズ (ホワイト・アルバム) 〈スーパー・デラックス・エディション〉』に記載のクレジット。
- ポール・マッカートニー - リード・ボーカル、アコースティック・ギター、バスドラム、パーカッション
- ジョージ・マーティン - ブラス編曲[9]
- 演奏者不明 - トランペット（2本）、トロンボーン（2本）

## カバー・バージョン
- ハリー・ニルソン - 1969年に発売されたアルバム『Harry』に収録。
- ジョン・デンバー - 1972年に発売されたアルバム『Rocky Mountain High』に収録。
- キース・エマーソン - 1973年に発売されたアルバム『Music from Free Creek』に収録。
- グリフォン - 1975年に発売されたアルバム『Raindance』に収録。
- フィッシュ - 1994年10月31日にホワイト・アルバムの全収録曲をカバーするライブを行い、本作も演奏された。この時の音源は『Live Phish Volume 13』に収録されている[10]。
- シェリル・クロウ - 2001年公開された映画『アイ・アム・サム』のサウンドトラックとして歌唱。
- GLAY - 2007年に発売されたシングル『Ashes.EP』に収録。2009年に発売されたビートルズのトリビュート・アルバム『LOVE LOVE LOVE』にも収録されている[11]。
- 鬼束ちひろ - 2012年に発売されたアルバム『FAMOUS MICROPHONE』に収録。